# Alpaida biasii
Alpaida biasii är en spindelart som beskrevs av Levi 1988. Alpaida biasii ingår i släktet Alpaida och familjen hjulspindlar. Inga underarter finns listade i Catalogue of Life.